# Centre hospitalier Barthélemy-Durand
Pour les articles homonymes, voir Durand.
Le Centre hospitalier Barthélémy Durand, ou EPS Barthélémy Durand, est un établissement public de santé spécialisé français, situé sur le territoire des communes de Sainte-Geneviève-des-Bois / Épinay-sur-Orge et d'Étampes dans le département de l'Essonne en région Île-de-France.  
Pour l'enseignement et la formation, l'établissement est affilié à l'université Paris-Saclay et l'université de Paris (ex-université Paris-Descartes et université Paris-Diderot). 
L'établissement public de santé dispose de 705 lits et 11 unités d'hospitalisation répartis sur ces sites de Sainte-Geneviève-des-Bois / Épinay-sur-Orge, d'Étampes et de Brétigny-sur-Orge. Un centre régional douleur et soins somatiques en santé mentale, autisme, polyhandicap et handicap génétique rare a ouvert en 2013 en partenariat avec l'Agence régionale de santé d'Île-de-France. 
L'établissement est présent sur ses deux sites de la commune de Sainte-Geneviève-des-Bois, le site des Mares-Yvon et le site du domaine du centre hospitalier de Perray-Vaucluse d'Épinay-sur-Orge.

## Historique
En 1950, le département de Seine-et-Oise lance un projet de création de trois hôpitaux psychiatriques, afin de désemplir l’hôpital de Clermont-de-l’Oise : le centre psychothérapique Barthélemy Durand à Étampes, le centre hospitalier Jean-Martin Charcot à Plaisir et l’hôpital des Mureaux, dans les Yvelines.  
Le 1er avril 1963, le centre psychothérapique Barthélemy Durand ouvre ses portes sur la commune d'Étampes, en Seine-et-Oise, avec trois services pour adultes et une unité d’hospitalisation de pédopsychiatrie. Une capacité d’hospitalisation de 775 lits était prévue dès l'ouverture.  
En 1974, le centre hospitalier inaugure son site des Mares-Yvon, sur la commune de Sainte-Geneviève-des-Bois, dans l'Essonne.  
En 1977, le centre psychothérapique devient le Centre hospitalier spécialisé Barthélemy Durand.  
Le 15 mai 2019, le centre hospitalier inaugure sur son site d'Étampes, une nouvelle unité d’hospitalisation nommée « Séglas » qui traite les patients atteints de problèmes psychiatriques.  

## Accès

### Site d'Étampes
Le site historique de 80 hectares de l'hôpital situé à Étampes est desservis par la ligne C du RER et les trains régionaux TER via la gare d'Étampes située en contrebas. La ligne de bus 91.07 du réseau de bus Essonne Sud Ouest reliant Étampes à Dourdan dessert le site. 

### Sites de Sainte-Geneviève-des-Bois
Les sites de Sainte-Geneviève-des-Bois, Mares-Yvon et Perray-Vaucluse sont desservis par la ligne C du RER via la gare de Sainte-Geneviève-des-Bois, notamment face à l'entrée du site de Perray-Vaucluse.